# Loceras de Pilén

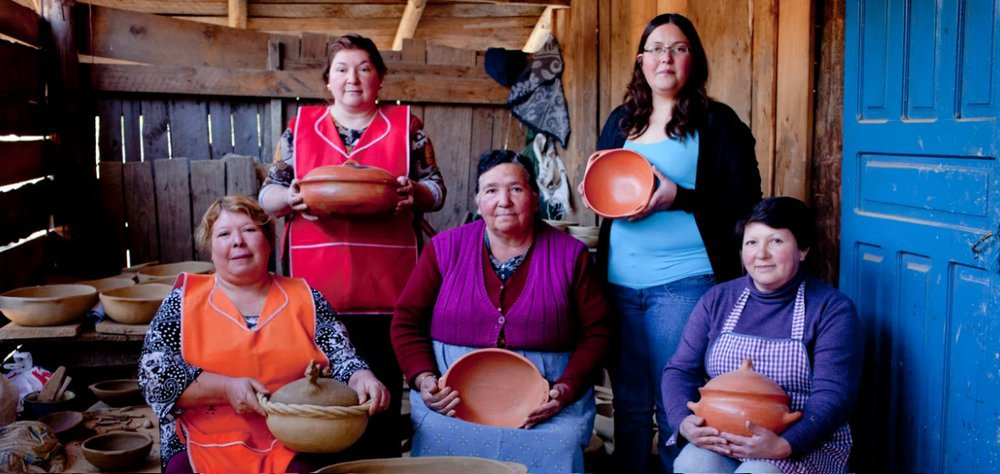
Loceras de Pilén

Las loceras de Pilén, son un grupo de mujeres de distintas edades reconocidas como cultoras del Patrimonio Cultural Inmaterial de Chile, pertenecen a la localidad de Pilén, ubicada en la ciudad de Cauquenes en la Región del Maule. Se destacan por el trabajo de la alfarería antigua, práctica en greda destinada a contener líquidos, alimentos o para cocinar. Esta tradición es transmitida de generación en generación basada en la descendencia matrilineal, de desarrollo exclusivo de las mujeres de la localidad, las cuales mantienen una jerarquía basada en la edad, experticia y prestigio social. Su proceso productivo ha sido inalterable con el pasar el tiempo. Fueron declaradas como Tesoros Humanos Vivos por la UNESCO en el año 2012.

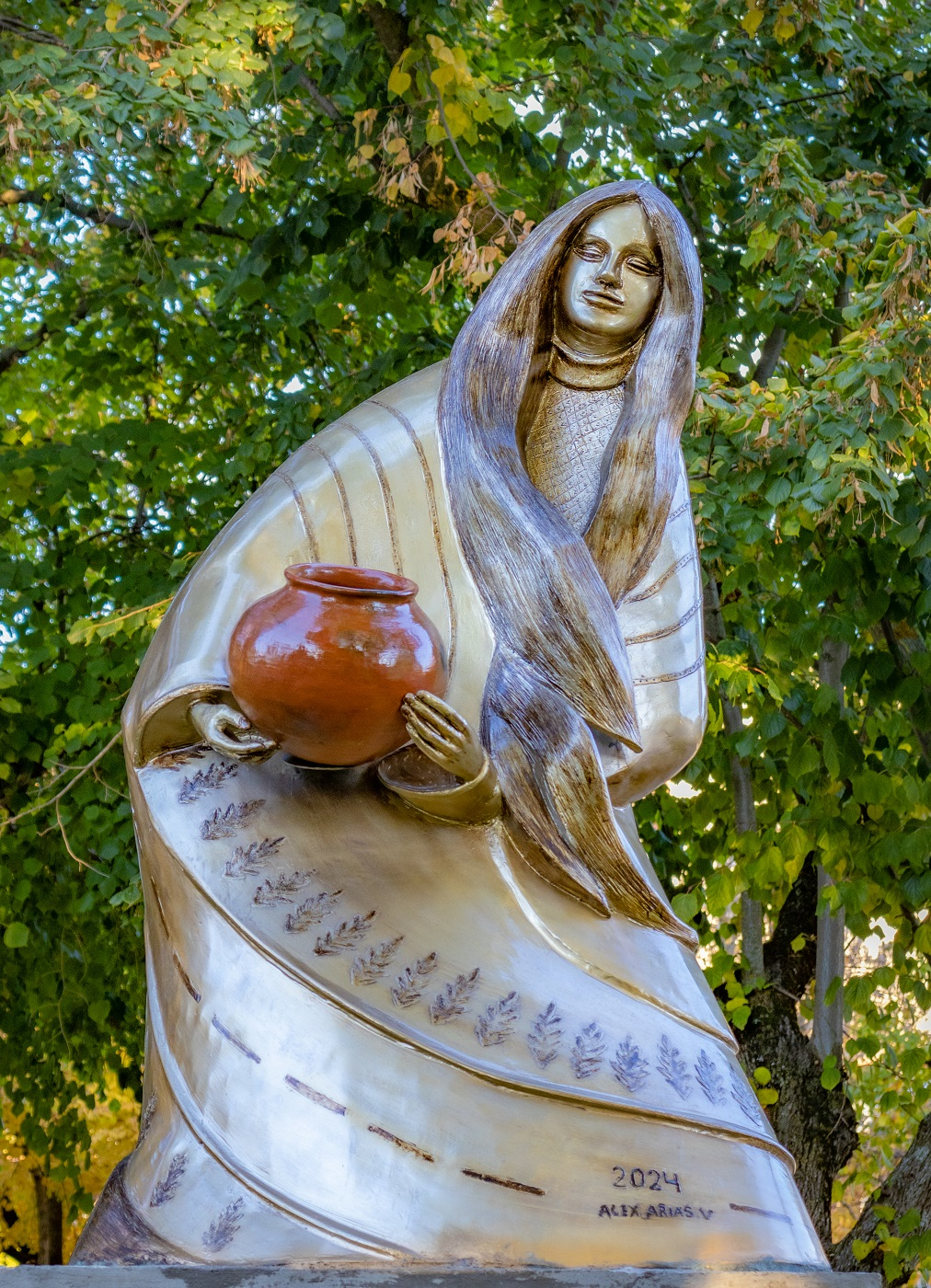
Monumento dedicado a las Loceras de Pilén, emplazado en la Plaza de Armas de Cauquenes.

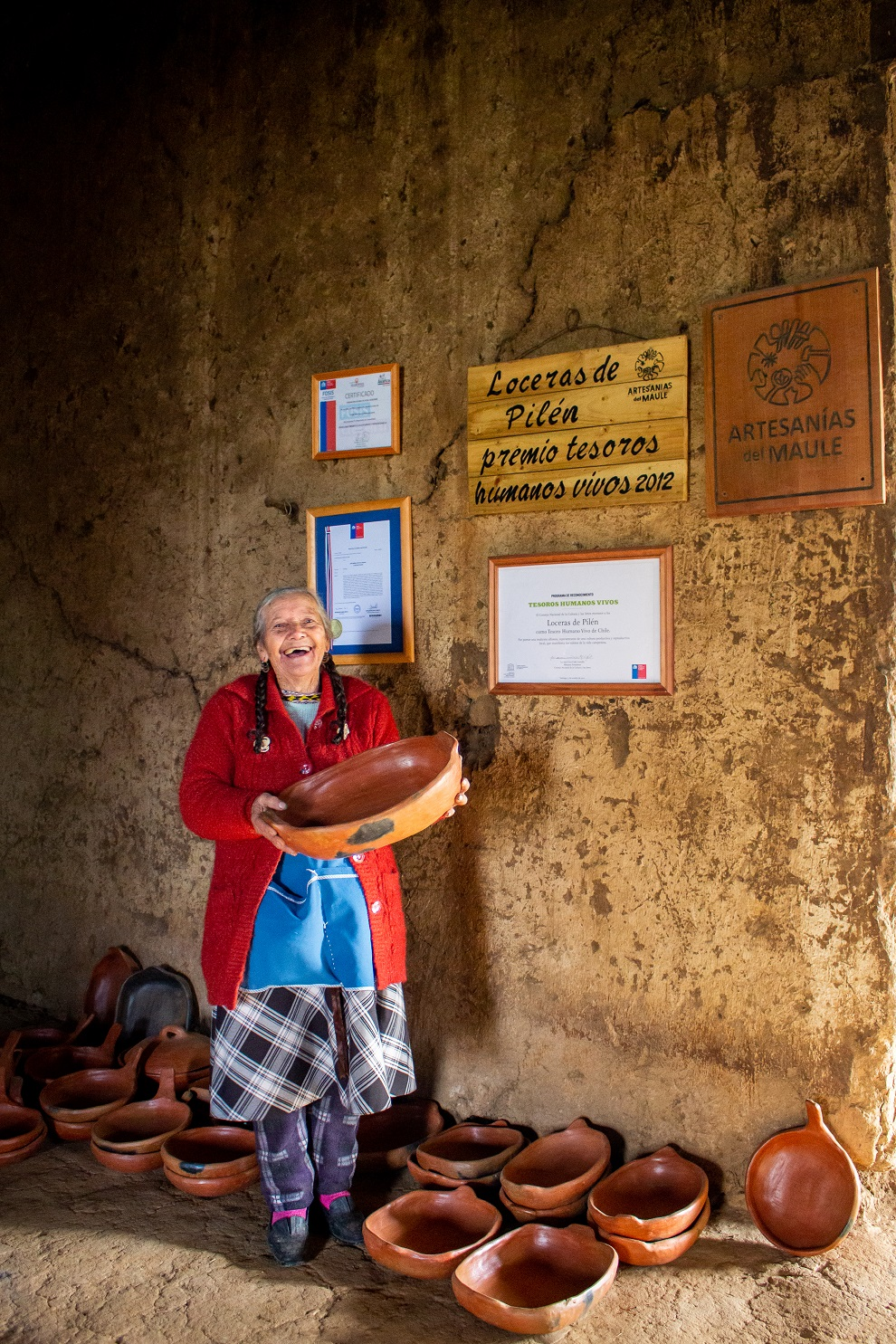
Delfina Aguilera, miembro de la agrupación, posando junto al reconocimiento de la UNESCO.

## Producción de la loza

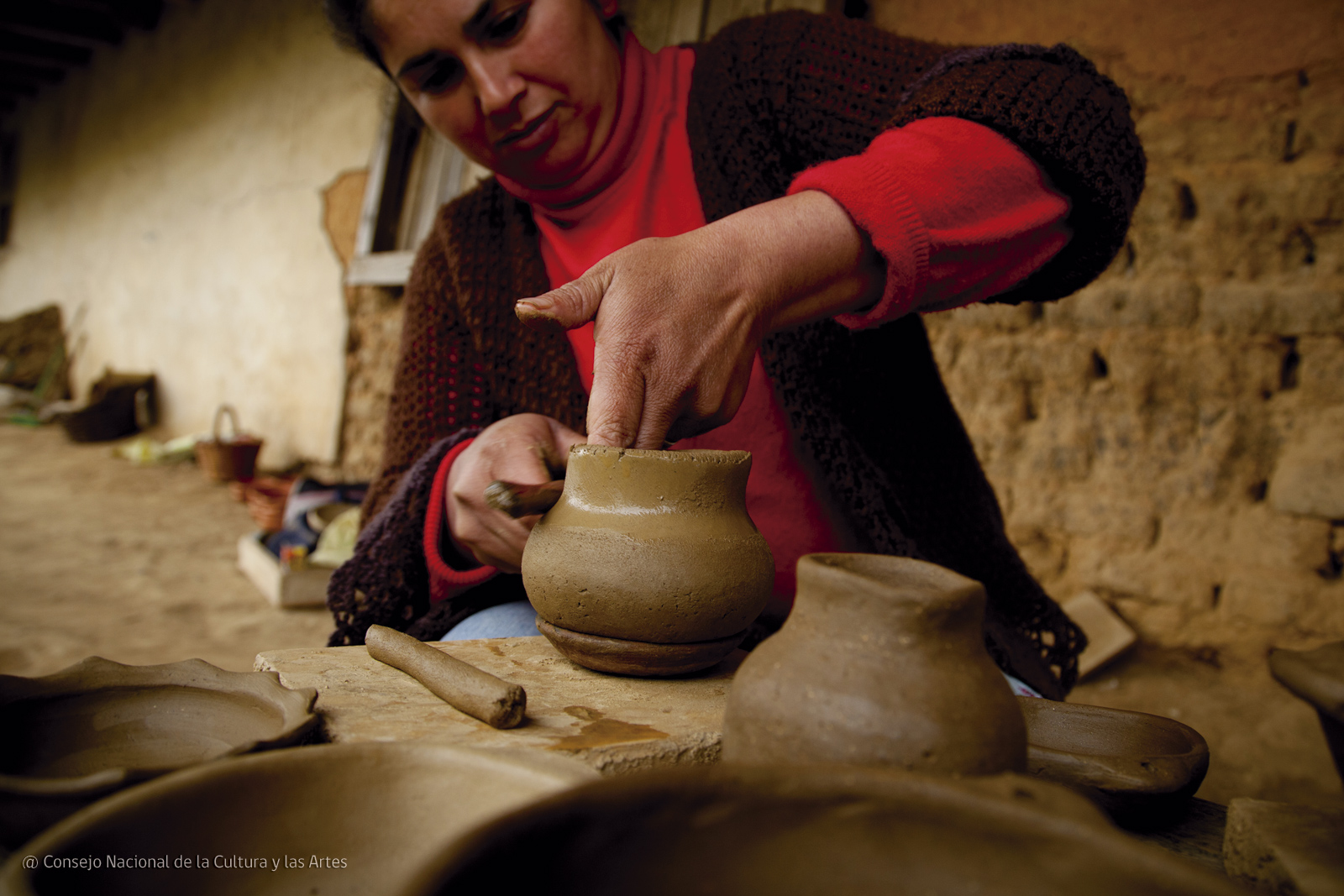
Locera de Pilén en proceso de producción

El trabajo de la loza/greda requiere de técnica y destrezas manuales, adquiridas desde temprana edad dentro del hogar, para poder lograr el producto final. Las loceras se ven ayudadas de pequeñas herramientas caseras denominadas por ellas como sus "Herramientas regalonas" muchas veces confeccionadas por ellas mismas y que las acompañan por años, estas herramientas permiten moldear y dar terminaciones a sus piezas.

En las cercanías de la localidad de Pilén las mujeres encuentran sus insumos necesarios, como lo son el agua, la greda y la leña.
Para la confección de las piezas las loceras de Pilén utilizan greda obtenida en una mina cercana a la que concurren ellas mismas acompañadas de algún familiar. Cuando la arcilla está seca se la muele hasta que se convierte en polvo que se harnea para, posteriormente, formar una masa que combina arcilla fina y gruesa a la cual se le agrega agua. Con la masa humedecida se confeccionan las piezas utilizando las manos y algún palito o cuchara para ir sacando la greda sobrante. Posteriormente y una vez oreadas las piezas -al sol si es verano, o cerca del fogón si es invierno- nuevamente se las raspa y pule y se las deja secar completamente y se procede a ponerle el “colo”, engobe que le da el color café rojizo característico y a bruñirlas con una piedra ágata.
Cuando el proceso de formación de las piezas concluye se hace necesario cocerlas para terminar con el trabajo de producción. Para ello las loceras deben formar una "pila" de leña en la cual las piezas se calentaran gradualmente para evitar agrietarlas mientras la locera las da vuelta con un palo o una horqueta.
Una vez que están calientes, se las tapa con bosta y leña armando una especie de horno cuyo fuego debe permanecer encendido por lo menos dos horas. Extinguida la hoguera se deja enfriar las piezas y se sacuden. Con esto quedan listas para ser vendidas. Si se quiere que las piezas queden de color negro, cuando aún están calientes se las da vueltas y cubre con hojas de pino y bostas.

## Comercialización
Las Loceras de Pilén producen a diarios distintas piezas, ya sean ollas, cántaros, platos, pailas de greda, de color rojo y negro. Pudiendo ser compradas estas piezas de forma directa en sus hogares. O bien los días miércoles y sábado las loceras de madrugada  toman la micro (bus) rural que las traslada desde Pilén a hasta la feria de Cauquenes para vender sus piezas de loza. Entre sus productos destaca la mezcla de sus creaciones con  detalles y diseños propios de la vida de campo como por ejemplo ollas cuya tapa es una gallina.
Desde que obtuvieron el reconocimiento Tesoros Humanos Vivos, han sido incorporadas a la red de la Fundación Artesanías de Chile, a través de la cual es posible vender su artesanía online y en las tiendas a lo largo del país. Sus ventas, sin embargo, no son estables, por lo que comparten su tiempo con las actividades agrícolas, comercializando productos tales como hortalizas, huevos y otros productos, según la fecha del año.